# Mathieu Dreyfus

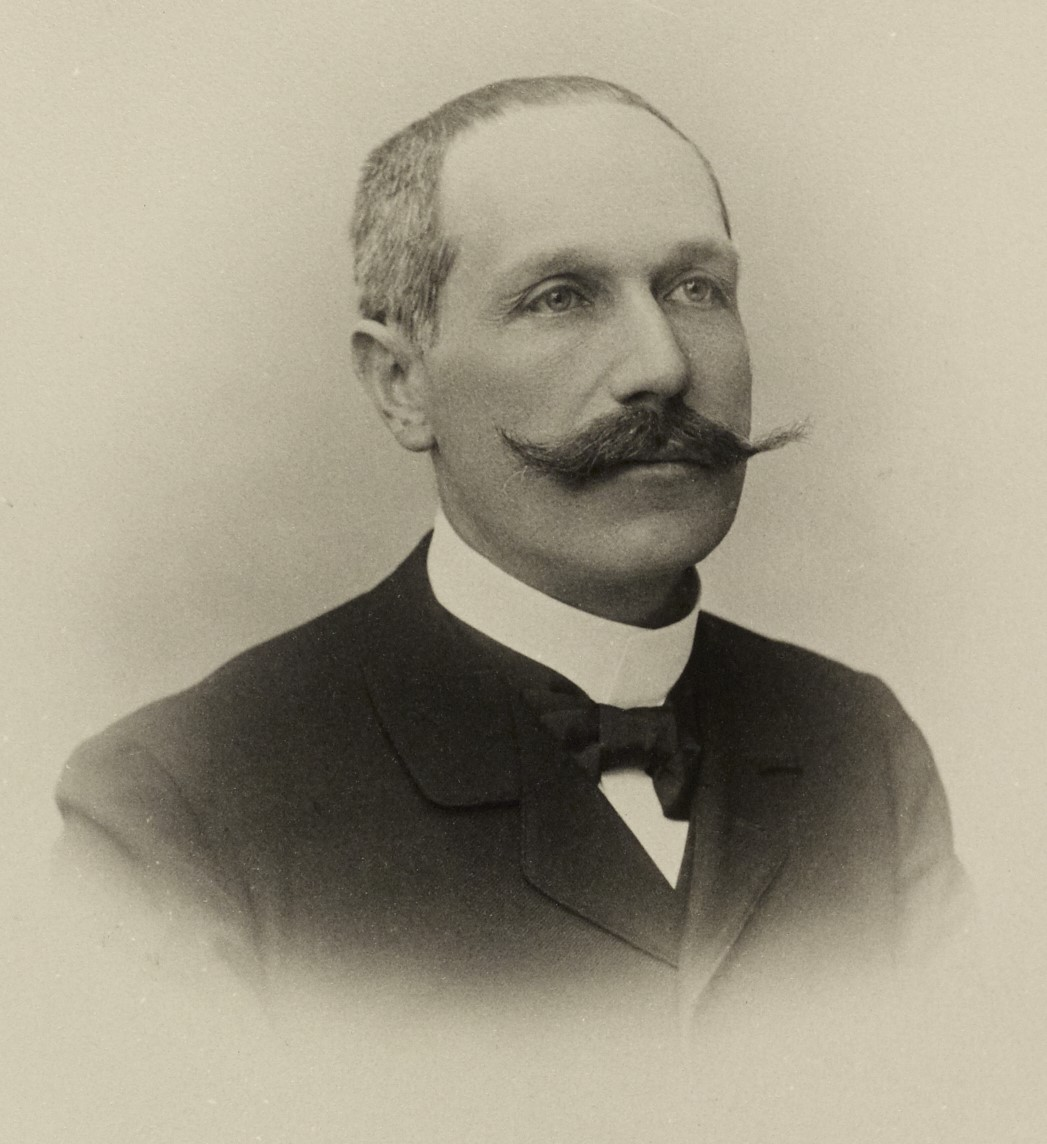
Mathieu Dreyfus

Mathieu Dreyfus (* 2. Juli 1857 in Mülhausen; † 22. Oktober 1930 in Paris) war ein elsässischer Industrieller. Er war der ältere Bruder von Alfred Dreyfus und einer seiner wichtigsten Unterstützer während der Dreyfus-Affäre.

## Leben
Mathieu Dreyfus war der Sohn eines jüdischen Textilunternehmers aus Mülhausen, der seine Karriere als Hausierer begonnen hatte. Als das Elsass 1871 nach dem Deutsch-Französischen Krieg an das neu gegründete Deutsche Kaiserreich fiel, entschieden sich seine Eltern (wie auch andere Angehörige der städtischen Eliten) für die Beibehaltung der französischen Staatsbürgerschaft und zogen 1872 mit einem Teil der Familie zunächst nach Basel in die Schweiz und schließlich nach Paris. Um das Vermögen zu retten, blieb ein anderer Teil der Familie im Elsass. Mathieu besuchte in Paris das Collège Sainte-Barbe und anschließend das Lycée Chaptal. Mit 18 Jahren trat er in das 9. Husarenregiment in Belfort ein. Anders als Alfred entschied er sich jedoch nicht für eine militärische Laufbahn.
Zusammen mit seinen anderen Brüdern Jacques und Léon setzte er die Familientradition fort und arbeitete in der Baumwollfirma in Mülhausen. Dort wurde er 1885 zum Direktor ernannt. Im Mai 1889 heiratete er Suzanne Marguerite Schwob, die Schwester von Jacques Schwob d’Héricourt und Tochter eines Textilfabrikanten aus Héricourt bei Belfort. Sie hatten zwei Kinder, eine Tochter, Magui (die Adolphe Reinach, den Sohn von Joseph Reinach, und später Ernest Mercier heiratete), und einen Sohn, Émile, der am 22. Oktober 1915 im Ersten Weltkrieg als Unterleutnant im 32. Régiment d’Artillerie de Campagne starb.

## Affäre Dreyfus

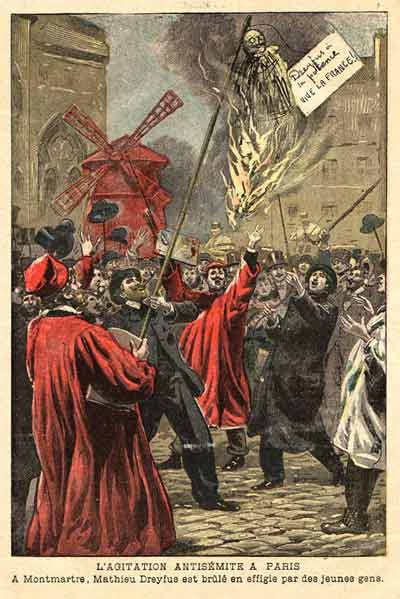
Antisemitisches Plakat

Am 31. Oktober 1894 erhielt Mathieu in Mülhausen ein Telegramm von seiner Schwägerin Lucie, Alfreds Frau, die ihm mitteilte, dass sein Bruder wegen Landesverrats festgenommen worden sei. Er verabredete sich mit dem Kommandanten du Paty de Clam, der seinen Bruder verhaftet hatte. Dieser teilte ihm mit, dass die Anklagepunkte erdrückend seien und dass Hauptmann Dreyfus bald gestehen würde. Mathieu war von der Unschuld seines Bruders überzeugt und schlug du Paty einen Handel vor: „Lassen Sie mich bei meinem Bruder vorsprechen [...] Sie werden hinter einem Vorhang unserem Gespräch beiwohnen. Sollte er einen Fehler begangen haben, wird er mir alles erzählen, und ich selbst werde ihm die Pistole in die Hand drücken.“ Du Paty lehnte ab.
Mathieu verpflichtete daraufhin mit Maître Demange einen Anwalt. Am 13. Dezember 1894, wenige Tage bevor Alfred Dreyfus vor dem Kriegsrat erscheinen sollte, gelang es Mathieu, sich mit Oberst Jean Sandherr zu treffen, dem Chef des Nachrichtendienstes, der wie er aus Mülhausen stammte, sich aber hinter dem Militärgeheimnis verschanzte. Daraufhin kontaktierte er den Journalisten und Abgeordneten Joseph Reinach, der ebenfalls von Dreyfus’ Unschuld überzeugt war. Reinach bat den Präsidenten der Republik, Casimir-Périer, darum, den Prozess nicht unter Ausschluss der Öffentlichkeit stattfinden zu lassen.
Mathieu zog alle Möglichkeiten in Betracht, um Hilfe zu erhalten. In seiner Verzweiflung wandte er sich mit Hilfe von Dr. Joseph Gibert sogar an die normannische Wahrsagerin Léonie Leboulanger, die ihm die Existenz der „Geheimakte“ „enthüllte“, die unter Verletzung der Verfahrensregeln gegen Dreyfus verwendet wurde. Du Paty de Clam verdächtigte ihn kurzzeitig, den Bordereau selbst verfasst zu haben. Alphonse Bertillon, der das Beweisstück begutachten sollte, war der Meinung, dass Hauptmann Dreyfus die Handschrift seines Bruders Mathieu nachgeahmt hatte, um seine eigene zu verbergen. Er begriff nun, dass er eine regelrechte Kampagne führen und seine tägliche Arbeit fortsetzen musste, um die ganze Wahrheit in diesem Fall aufzudecken. Für Bernard Lazare wird er der „bewundernswerte Bruder“ sein, für Georges Clemenceau der „edle Mathieu“ und für Émile Zola der „heldenhafte Bruder“.
Im Februar 1895, als sein Bruder gerade deportiert worden war, traf Mathieu den anarchistischen Journalisten Bernard Lazare, der gerade L’Antisémitisme, son histoire et ses causes veröffentlicht hatte. Im Sommer 1895 stellte ihm Mathieu alle notwendigen Dokumente zur Verfügung, um das erste Dossier über den Fall zu verfassen, auf das sich Zola später in seinem Werk J’accuse stützte. Das sehr polemische Dossier wurde schließlich überarbeitet und im November 1896 unter dem Titel Une erreur judiciaire. La vérité sur l’affaire Dreyfus veröffentlicht. Lazare zerlegte darin die Anklage Punkt für Punkt und forderte eine Wiederaufnahme des Verfahrens. Aber das Dossier konnte die Persönlichkeiten, an die es gerichtet war, nicht mobilisieren.
1896 versuchte Mathieu, das öffentliche Interesse wieder zu wecken, indem er über die englische Zeitung The Daily Chronicle das Gerücht verbreitete, sein Bruder sei aus dem Gefängnis auf der Teufelsinsel geflohen. Die Nachricht wurde von der französischen Presse ungeprüft übernommen. Sie wurde schnell dementiert, hatte aber zur Folge, dass sich Alfreds Haftbedingungen verschlechterten. Er wurde nun nachts gefesselt und in seiner Hütte festgehalten, die von einem 2,50 m hohen Zaun umgeben war.
Mathieu und Lucie Dreyfus, die zufällig von der Existenz einer Geheimakte erfuhren, reichten mit Lazares Hilfe eine Petition an das Parlament ein, in der sie die Wiederaufnahme des Verfahrens forderten. Dies wurde „aus Mangel an Beweisen“ abgelehnt. Nur der ebenfalls aus dem Elsass stammende Vizepräsident des Senats, Auguste Scheurer-Kestner, sprach sich für eine erneute Prüfung des Falls aus. Im Laufe des Jahres 1897 holte Mathieu Dreyfus in Frankreich und im Ausland graphologische Gutachten ein, die belegten, dass der Bordereau nicht von Alfred Dreyfus geschrieben worden war.
Anfang November 1897 erfuhr er, dass Major Esterhazy der Verfasser des seinem Bruder zugeschriebenen Zettels war: Der Bankier Jacques de Castro erkannte auf einer Reproduktion des Zettels, die Mathieu auf einem Pariser Boulevard ausstellte, die Handschrift des Militärs, der sein ehemaliger Kunde war. Er informierte sofort Scheurer-Kestner davon, der davon bereits aus anderen Quellen erfahren hatte. Am 15. November reichte er beim Kriegsministerium Klage gegen Esterhazy ein. Die Armee war nun gezwungen, eine Untersuchung einzuleiten.
Als Esterhazy am 10. Januar 1898 vor Gericht erschien, weigerte sich der Präsident des Kriegsrates jedoch, Mathieu und Lucie Dreyfus als Nebenkläger zuzulassen. Unterstützt von Bernard Lazare, Joseph Reinach und Auguste Scheurer-Kestner, versuchte Mathieu beharrlich, Schriftsteller, Wissenschaftler und Politiker davon zu überzeugen, dass sein Bruder Opfer eines schrecklichen Justizirrtums war. Die Dreyfus-Affäre nahm nun den Charakter einer Staatsaffäre an. Viele Intellektuelle setzten sich jetzt für den zu Unrecht angeklagten Hauptmann ein.
Nach dem Prozess in Rennes am 9. September 1899 wurde Alfred Dreyfus zu zehn Jahren Haft unter mildernden Umständen verurteilt. Der Ratspräsident Pierre Waldeck-Rousseau schlug vor, den Hauptmann zu begnadigen. Mathieu überredete seinen Bruder zuzustimmen. Sieben Jahre später, im Jahr 1906, wurde Alfred Dreyfus schließlich rehabilitiert. Zur Feier des Tages versammelte sich die Familie zu einem Festessen am Boulevard Malesherbes in Paris.

## Nach der Affäre
Mathieu kehrte nach Mühlhausen zurück. 1914 wurde das Baumwollunternehmen der Familie von den deutschen Behörden beschlagnahmt. Mathieu musste sich mit der Leitung der Filiale in Belfort begnügen. Die Fabrik in Mülhausen erhielt er erst 1919 zurück und verkaufte sie im Jahr darauf an Marcel Boussac. Die Filiale in Belfort wurde an die Familie Schwob aus Héricourt verkauft. Mathieu starb 1930, fünf Jahre vor seinem Bruder Alfred.

## Film
- L’Affaire Dreyfus, 1995, Regie Yves Boisset, Drehbuch Jean-Denis Bredin und Jorge Semprún, mit Philippe Volter als Mathieu Dreyfus[13]